# Gastón Arturia
Gastón Alberto Arturia (San Martín, 29 ottobre 1999) è un calciatore argentino, difensore dell'Orense in prestito dall'Unión (SF).

## Biografia
Anche suo fratello maggiore Marcos è un calciatore professionista.

## Carriera
È cresciuto nel settore giovanile del Godoy Cruz. Nel 2021 è stato ceduto al Ferro (GP), dove ha trascorso una stagione nel Torneo Federal A. L'anno successivo è passato all'Estudiantes (RC) dove si è da subito ritagliato un posto da titolare al centro della difesa. Il 30 aprile ha segnato il suo primo gol in carriera nel successo per 3-1 sul San Martín (SJ).
Il 20 gennaio 2025 è stato acquistato dall'Unión (SF), club della prima divisione argentina.

## Statistiche

### Presenze e reti nei club
Statistiche aggiornate al 7 febbraio 2025.
| Stagione                | Squadra                 | Campionato              | Campionato | Campionato | Coppe nazionali | Coppe nazionali | Coppe nazionali | Coppe continentali | Coppe continentali | Coppe continentali | Altre coppe | Altre coppe | Altre coppe | Totale | Totale | Totale |
| Stagione                | Squadra                 | Comp                    | Pres       | Reti       | Comp            | Pres            | Reti            | Comp               | Pres               | Reti               | Comp        | Pres        | Reti        | Pres   | Reti   |        |
| ----------------------- | ----------------------- | ----------------------- | ---------- | ---------- | --------------- | --------------- | --------------- | ------------------ | ------------------ | ------------------ | ----------- | ----------- | ----------- | ------ | ------ | ------ |
| 2021                    | Ferro (GP)              | TFA                     | 23         | 0          | -               | -               | -               | -                  | -                  | -                  | -           | -           | -           | 23     | 0      |        |
| 2022                    | Estudiantes (RC)        | PBN                     | 31         | 1          | CA              | 0               | 0               | -                  | -                  | -                  | -           | -           | -           | 31     | 1      |        |
| 2023                    | Estudiantes (RC)        | PBN                     | 36         | 3          | CA              | 3               | 0               | -                  | -                  | -                  | -           | -           | -           | 39     | 3      |        |
| 2024                    | Estudiantes (RC)        | PBN                     | 36         | 0          | CA              | 1               | 0               | -                  | -                  | -                  | -           | -           | -           | 37     | 0      |        |
| Totale Estudiantes (RC) | Totale Estudiantes (RC) | Totale Estudiantes (RC) | 103        | 4          |                 | 4               | 0               |                    | -                  | -                  |             | -           | -           | 107    | 4      |        |
| 2025                    | Unión (SF)              | PD                      | 0          | 0          | CA              | 0               | 0               |                    | -                  | -                  |             | -           | -           | 0      | 0      |        |
| Totale carriera         | Totale carriera         | Totale carriera         | 126        | 4          |                 | 4               | 0               |                    | -                  | -                  |             | -           | -           | 130    | 4      |        |